# Cleomenes vittatus
Cleomenes vittatus är en skalbaggsart som beskrevs av Francis Polkinghorne Pascoe 1869. Cleomenes vittatus ingår i släktet Cleomenes och familjen långhorningar. Inga underarter finns listade i Catalogue of Life.